# بوب جاكسون (كاهن أنجليكاني)
بوب جاكسون (بالإنجليزية: Bob Jackson)‏ هو كاهن أنجليكاني بريطاني، ولد في 21 يونيو 1949 في شفيلد في المملكة المتحدة.